# Edward Kalinowski
Edward Ksawery Kalinowski (ur. 3 grudnia 1891 w Warszawie, zm. 23 lipca 1938 w Siedlcach) – tytularny major dyplomowany kawalerii Wojska Polskiego.

## Życiorys
Uczył się w Gimnazjum Wojciecha Górskiego w Warszawie (klasy I–VII). Wziął czynny udział w strajku szkolnym. Klasę ósmą ukończył w Gimnazjum Mariana Rychłowskiego w Warszawie. Tam też złożył maturę w 1912 roku. Był członkiem szkolnej organizacji młodzieżowej Polskiej Partii Socjalistycznej. W 1912 roku wyjechał do Francji. Po ukończeniu jednego semestru na Uniwersytecie w Montpellier przeniósł się na wydział matematyczno-przyrodniczy paryskiej Sorbony. W czasie studiów został członkiem Związku Strzeleckiego działającego na terenie Paryża. 31 lipca 1914 roku w Berlinie, w czasie podróży do Krakowa, został aresztowany jako obywatel rosyjski i internowany w obozie w Szczecinie. Kilka dni później udało mu się zbiec z obozu, i przez Szwecję i Norwegię, dotrzeć do Warszawy. W ówczesnej stolicy Królestwa Polskiego ukrywał się przed władzami rosyjskimi z uwagi na to, że w 1913 roku nie zgłosił się do odbycia obowiązkowej służby wojskowej .
W październiku 1914 roku wstąpił do Legionu Puławskiego. W marcu 1915 roku został skierowany na front, jako ułan 1 szwadronu (według oficjalnej nomenklatury rosyjskiej była to 104 sotnia pospolitego ruszenia). Następnie pełnił służbę w Brygadzie Strzelców Polskich, a później w Dywizji Strzelców Polskich i w końcu – I Korpusie Polskim w Rosji. Został oficerem. Pełnił różne funkcje dowódcze, między innymi dowódcy Szkoły Karabinów Maszynowych. Na przełomie 1917 i 1918 roku działał w Polskiej Organizacji Wojskowej na terenie Mińska Litewskiego. Po demobilizacji I Korpusu wrócił do Warszawy .
W listopadzie 1918 roku został przyjęty do Wojska Polskiego i przydzielony do Departamentu Naukowo-Szkolnego Ministerstwa Spraw Wojskowego w Warszawie. W listopadzie 1919 roku wyjechał jako sekretarz Komisji dla zbadania Szkolnictwa Wojskowego we Francji i we Włoszech. Od czerwca do września 1920 roku walczył na wojnie z bolszewikami w składzie Korpusu Jazdy. Po zakończeniu służby frontowej został przydzielony do Oddziału III Sztabu Ministerstwa Spraw Wojskowych na stanowisko kierownika referatu organizacyjno-personalnego . 
14 listopada 1921 roku został przydzielony do Wojennej Szkoły Sztabu Generalnego w Warszawie, w charakterze słuchacza Kursu normalnego 1921–1923. W czasie studiów pozostawał oficerem nadetatowym 4 pułku ułanów. Z dniem 1 października 1923 roku, po ukończeniu kursu i otrzymaniu dyplomu naukowego oficera Sztabu Generalnego, został przydzielony do macierzystego pułku w Wilnie. Z dniem 31 stycznia 1925 roku został przeniesiony w stan nieczynny na sześć miesięcy z prawem do pełnego uposażenia. Z dniem 1 lutego 1926 roku został przeniesiony w stan spoczynku. 19 czerwca 1926 roku został mianowany z dniem 1 lutego 1926 roku tytularnym majorem.
W maju 1928 roku został wicekonsulem honorowym w Nicei. Od 1930 roku był konsulem honorowym w Księstwie Monako. We wrześniu 1933 roku powrócił do kraju . W 1934 roku pozostawał w ewidencji Powiatowej Komendy Uzupełnień Warszawa Miasto III. Posiadał przydział do Oficerskiej Kadry Okręgowej Nr I. Był wówczas „przewidziany do użycia w czasie wojny”.
1 maja 1935 roku został powołany na stanowisko pełniącego obowiązki dyrektora Ubezpieczalni Społecznej w Siedlcach. W 1936 roku został wybrany prezesem Związku Rezerwistów na powiat siedlecki. Zmarł 23 lipca 1938 roku w Siedlcach . 26 lipca 1938 roku został pochowany na cmentarzu Powązkowskim w Warszawie .

## Ordery i odznaczenia
- Krzyż Walecznych
- Złoty Krzyż Zasługi[9]
- Medal Niepodległości – 16 marca 1937 roku „za pracę w dziele odzyskania niepodległości”[10]